# Коронавірусна хвороба 2019 у Південному Судані
Коронаві́русна хворо́ба 2019 у Піде́нному Суда́ні — розповсюдження пандемії коронавірусу територією Південного Судану.
Перший випадок появи коронавірусної хвороби було виявлено на території Південного Судану 5 квітня 2020 року.
Станом на 7 квітня 2020 року у країні нових випадків захворювання виявленого не було
Після того як у Малі було оголошено про виявлення коронавірусу 25 березня, Південний Судан з 25 березня до 5 квітня був найбільшою країною у світі, де не було зареєстрованих випадків хвороби COVID-19.

## Хронологія
5 квітня 2020 року віцепрезидент Південного Судану Ріек Мачара заявив, що у країні зарєєстровано перший випадок захворювання на коронавірус. Хворою виявилася 29-річна жінка, котра прибула в країну з Ефіопії 28 лютого, і що вона лікується в ізоляції.